# 鲁普雷希特 (巴伐利亚王储)
鲁普雷希特（Rupprecht，1869年5月18日—1955年8月2日），全名鲁普雷希特·馬利亚·柳特波德·斐迪南（Rupprecht Maria Luitpold Ferdinand），巴伐利亚王储，1921年后为巴伐利亚王室首领，称巴伐利亚、法兰克尼亚和士瓦本公爵，莱茵行宫伯爵（Herzog von Bayern, Franken und in Schwaben, Pfalzgraf bei Rhein）。同时他也是大部分詹姆士派支持的英国王位覬覦者，被詹姆士派称为英格兰国王罗伯特一世和苏格兰国王罗伯特四世。

## 生平
鲁普雷希特是巴伐利亚末代国王路德维希三世和摩德纳公主、詹姆士派英国王位继承人瑪麗亞·特蕾莎的长子。1869年生于慕尼黑，7岁起受教于英格兰-巴伐利亚人罗尔夫·克罗伊塞尔男爵。1900年，鲁普雷希特与巴伐利亚公爵卡尔·泰奥多尔之女（茜茜公主的侄女）玛利亚·加布里埃拉结婚，玛利亚·加布里埃拉于1912年去世。第一次世界大战爆发时，鲁普雷希特任洛林的德国第六方面军总司令。1914年8月14日，他成功的抵御了法军的进攻，获得了洛林战役的胜利，粉碎了法国一举收复阿尔萨斯和洛林两省的17号计划。鲁普雷希特于次月发动反攻，但未能攻破法国战线，直到战争结束一直在西线僵持。1916年，鲁普雷希特被授予德国陆军元帅军衔。鲁普雷希特被认为是一战时王室成员中最优秀的军队统帅。
1918年，巴伐利亚的君主制被推翻，鲁普雷希特失去了继承王位的机会。1921年4月7日，鲁普雷希特与卢森堡大公威廉四世的四女儿安托瓦内特结婚。同年10月18日，其父路德维希三世去世，他成为巴伐利亚王室首领，保王党人称他为巴伐利亚国王鲁普雷希特一世。1939年，他因反对纳粹政权而被迫流亡意大利，不久定居匈牙利沙尔堡。1944年10月，德军占领匈牙利，他的妻子儿女被捕，拘于萨克森豪森纳粹集中营。1945年被转移到达豪集中营，在那里被美军释放。
鲁普雷希特1955年8月2日在巴伐利亚施塔伦贝格附近的洛伊茨特腾堡去世，终年86岁，生前虽未能为王，身后却受到国葬等过世君主应享有的待遇。他的次子阿尔布雷希特继承了他的所有头衔。

## 家庭
1900年，鲁普雷希特与巴伐利亞的瑪麗·加布里埃爾結婚。瑪麗·加布里埃爾的父親是巴伐利亞的卡爾·特奧多爾，母親是前葡萄牙國王米格爾一世的第三女瑪麗亞·荷塞。魯普雷希特與瑪麗·加布里埃爾共有三子一女：
- 柳特波德（1901年—1914年），1914年死於小儿麻痹症。
- 伊尔明嘉德（1902年—1903年），因白喉夭折。
- 阿尔布雷希特（1905年—1996年），他的继承人。
- 鲁道夫（1909年—1912年），因糖尿病夭折。

瑪麗·加布里埃爾於1912年去世。1921年，鲁普雷希特与盧森堡女大公夏洛特的妹妹安東妮亞結婚，兩人共有一子五女：
- 海因里希（英语：Prince Heinrich of Bavaria (1922–1958)）（1922年—1958年），1951年娶法國人安妮·玛丽·德·吕斯特拉克（Anne Marie de Lustrac），无嗣。
- 伊尔明嘉德（1923年—2010年），1950年与堂兄路德維希王子结婚。
- 埃蒂塔（1924年-2013年），1946年与意大利人提托·布鲁内蒂（Tito Brunetti）结婚，1959年与匈牙利人古斯塔夫·西梅尔特（Gustav Schimert）结婚。
- 希尔达（1926年—2002年），1949年与秘鲁人胡安·布拉德斯托克·埃德加·罗凯特·德·洛埃扎（Juan Bradstock Edgart Lockett de Loayza）结婚。
- 加布里埃拉（1927年—2019年），1953年与克洛伊公爵卡尔（CARL Emanuel Ludwig Petrus Eleonore Alexander Rudolf Engelbert Benno, Herzog von Croÿ）结婚。
- 索非亚（1935年生），1955年与第十二代阿伦贝格公爵若望（Jean）结婚。

| 前任： 路德维希三世     | 巴伐利亚王室首领 1921年-1955年   | 繼任： 阿尔布雷希特 |
| 前任： 玛丽四世（三世） | 詹姆斯党王位继承人 1919年-1955年 | 繼任： 阿尔布雷希特 |